# Saint-Martin-le-Hébert
Saint-Martin-le-Hébert ist eine Ortschaft und eine ehemalige französische Gemeinde mit 155 Einwohnern (Stand: 1. Januar 2022) im Département Manche in der Region Normandie. Sie gehörte zum Arrondissement Cherbourg.
Mit Wirkung vom 1. Januar 2016 wurden die früheren Gemeinden Bricquebec, Les Perques, Quettetot, Saint-Martin-le-Hébert, Le Valdécie und Le Vrétot zu einer Commune nouvelle mit dem Namen Bricquebec-en-Cotentin fusioniert und haben in der neuen Gemeinde den Status einer Commune déléguée. Der Verwaltungssitz befindet sich im Ort Bricquebec.

## Lage
Der Ort Saint-Martin-le-Hébert liegt auf der Halbinsel Cotentin, 19 Kilometer südlich von Cherbourg. Nachbarorte von Saint-Martin-le-Hébert sind Sottevast im Nordwesten und Norden, Rocheville im Osten und Süden sowie Bricquebec im Südwesten.

## Bevölkerungsentwicklung
| Jahr                       | 1962 | 1968 | 1975 | 1982 | 1990 | 1999 | 2008 | 2015 |
| -------------------------- | ---- | ---- | ---- | ---- | ---- | ---- | ---- | ---- |
| Einwohner                  | 140  | 138  | 125  | 126  | 176  | 169  | 131  | 163  |
| Quellen: Cassini und INSEE |      |      |      |      |      |      |      |      |

## Sehenswürdigkeiten
- Kirche Saint-Martin aus dem 19. Jahrhundert
- Manoir de la Cour, Herrenhaus aus dem 16. Jahrhundert, Monument historique

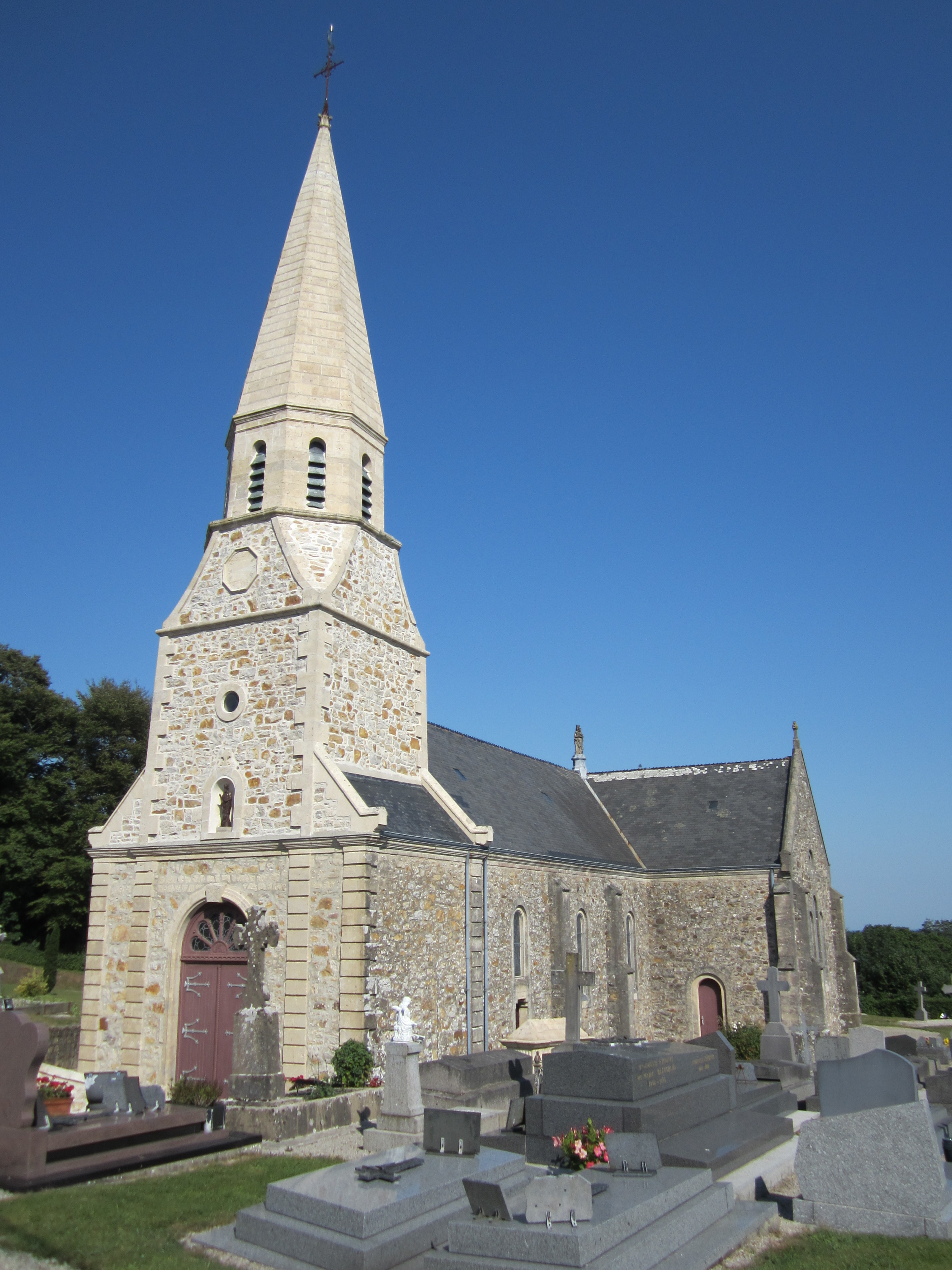
Kirche Saint-Martin
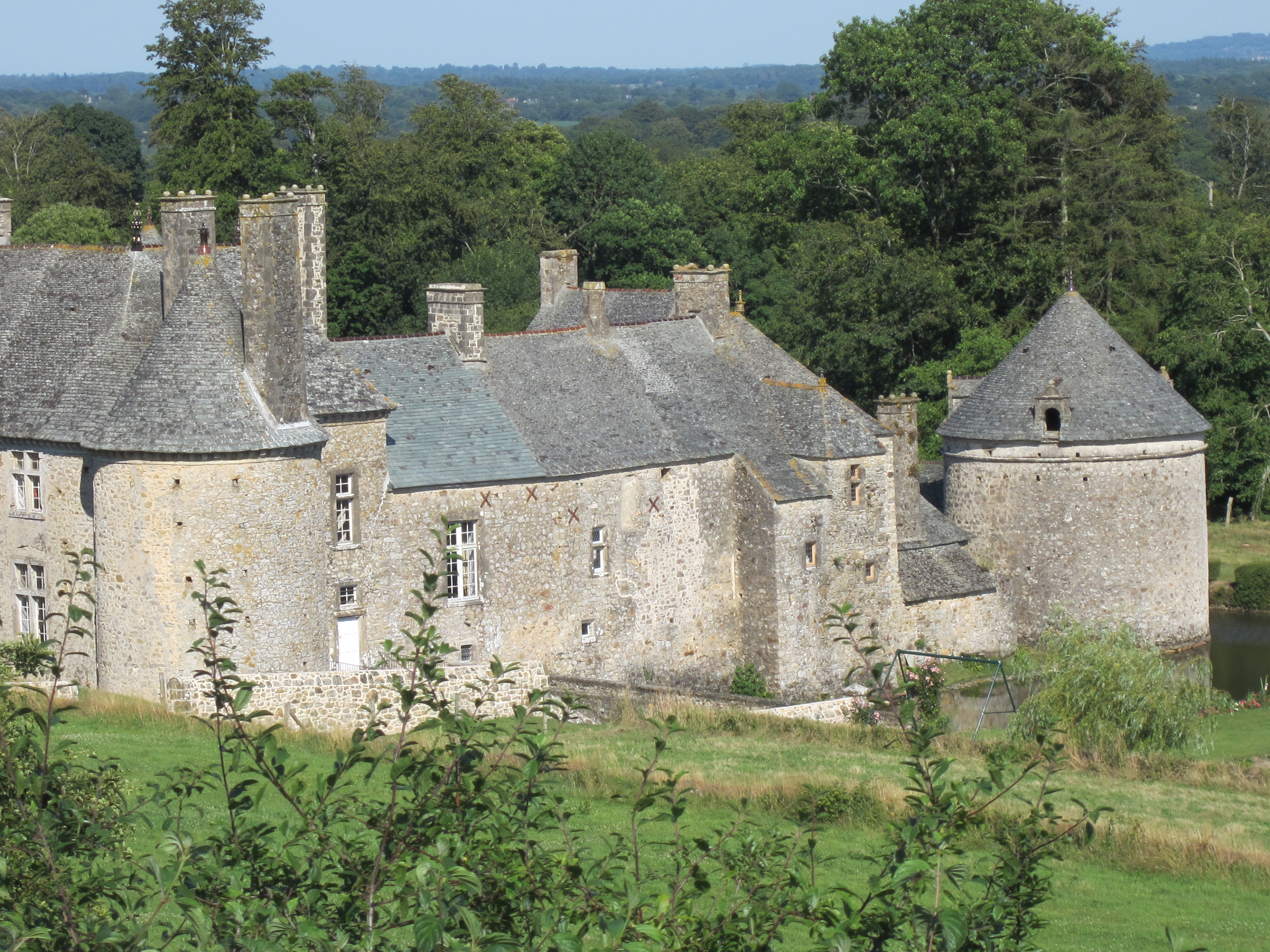
Manoir de la Cour
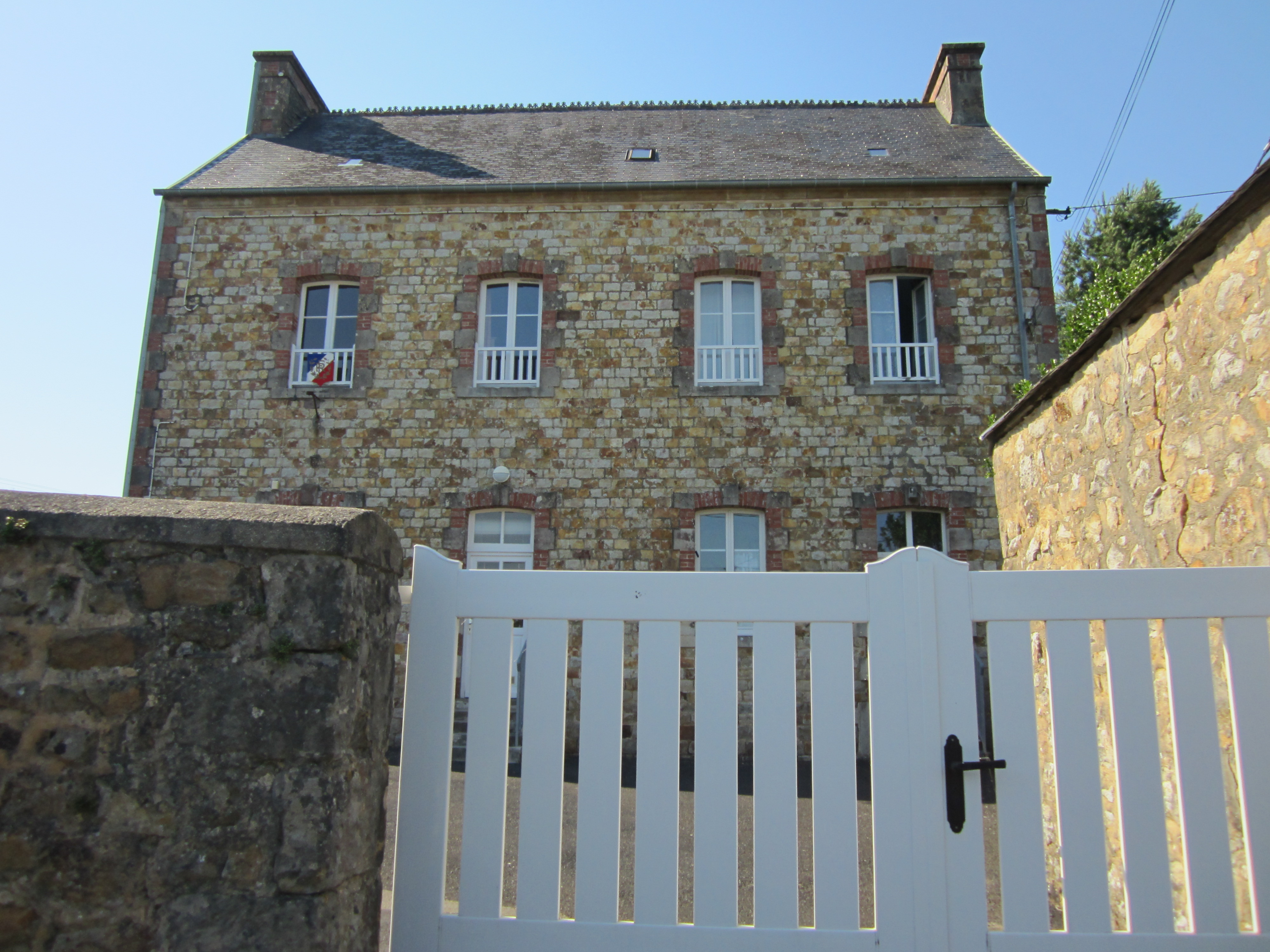
Ehemalige Mairie

## Belege
1. ↑  Erlass der Präfektur Arr. 15-96 über die Bildung der Commune nouvelle Bricquebec-en-Cotentin vom 4. Dezember 2015.